# Damolândia
Damolândia es un municipio brasilero del estado de Goiás. Su población estimada en 2004 era de 2.563 habitantes.